# Александар Гавриловић
Александар Гавриловић (Мартинци, 14. јун 1833 – Нови Сад, 17. јун 1871) је био професор и управитељ (директор) Српске православне велике гимназије у Новом Саду.

## Биографија
Након завршених студија 1856. године почиње да ради као професор у Српској православној великој гимназији у Новом Саду. Предавао је историју и земљопис. Током 1859. уређивао је Школски лист уместо Ђорђа Рајковића. Иако је био један од млађих у професорском колегијуму постављен је 1866. за привременог управитеља. У то време у Гимназији долази до великих сукоба између присталица Светозара Милетића и његове Српске народне слободоумне странке и конзервативне црквене хијерархије. Патронат је стао на страну Милетићевих противника, део професора отпустио, целом колегијуму обуставио плату током трајања истраге, а Гавриловића разрешио дужности, и на његово место поставио архимандрита Германа Анђелића.
Пошто је доказано да је недужан у спору између две завађене струје Гавриловић је враћен на функцију управитеља 1868. године, и ту је остао све до своје преране смрти у 38. години.
Био ожењен Софијом, са којом је имао петоро деце, од којих ће Богдан Гавриловић касније постати председник Српске краљевске академије.
Сахрањен је на Алмашком гробљу у Новом Саду.